# Damien Hooper
Damien Hooper est un boxeur australien né le 5 février 1992.

## Carrière
Sa carrière amateur est marquée par une médaille d'or remportée aux Jeux olympiques de la jeunesse d'été de Singapour en 2010 dans la catégorie des poids moyens. Qualifié pour les Jeux olympiques de Londres en 2012, il est éliminé au second tour par Egor Mekhontsev, futur vainqueur du tournoi.

## Palmarès

### Jeux olympiques
- Médaille d'or en -75 kg aux Jeux olympiques de la jeunesse d'été, en 2010, à Singapour.